# Бачтелл, Джон
Джон Ба́чтелл (англ. John Bachtell; род. 26 марта 1956, Йеллоу-Спрингс, Огайо) — председатель Коммунистической партии США с 15 июня 2014 года до 2019 года. 
Предшественник — Cэм Уэбб.
В своей статье, опубликованной в журнале «Политические вопросы» сразу после его избрания, Бачтелл изложил свой анализ современной политической ситуации в Соединенных Штатах, и как коммунисты должны вести себя в ней. Он подчеркнул, что Коммунистическая партия будет добиваться мирного перехода к социализму столько, на сколько это возможно, заявив: «Учитывая развитие демократических институтов и традиций в США, участие в избирательной арене и политических действиях имеет здесь важное значение. Поэтому мы должны победить только с помощью демократии…»